# Jaime Turrell y Turrull
Jaime Turrell y Turrull, né le 30 octobre 1904 à Barcelone en Espagne et décédé le 13 avril 1964 à Oran, est un résistant espagnol et compagnon de la Libération, il est naturalisé français en 1938.

## Décorations
- Chevalier de la Légion d'honneur
- Compagnon de la Libération par décret du 9 septembre 1942[1]
- Médaille militaire
- Croix de guerre 1939–1945, palme de bronze
- Croix de guerre des Théâtres d'opérations extérieurs (2 citations)
- Croix du combattant
- Médaille coloniale
- Médaille militaire (Royaume-Uni)